# Christopher Wolstenholme
Christopher Tony Wolstenholme (n. 2 decembrie 1978, Rotherham, South Yorkshire, Anglia) este un muzician englez. Este basistul formației britanice de rock alternativ Muse.

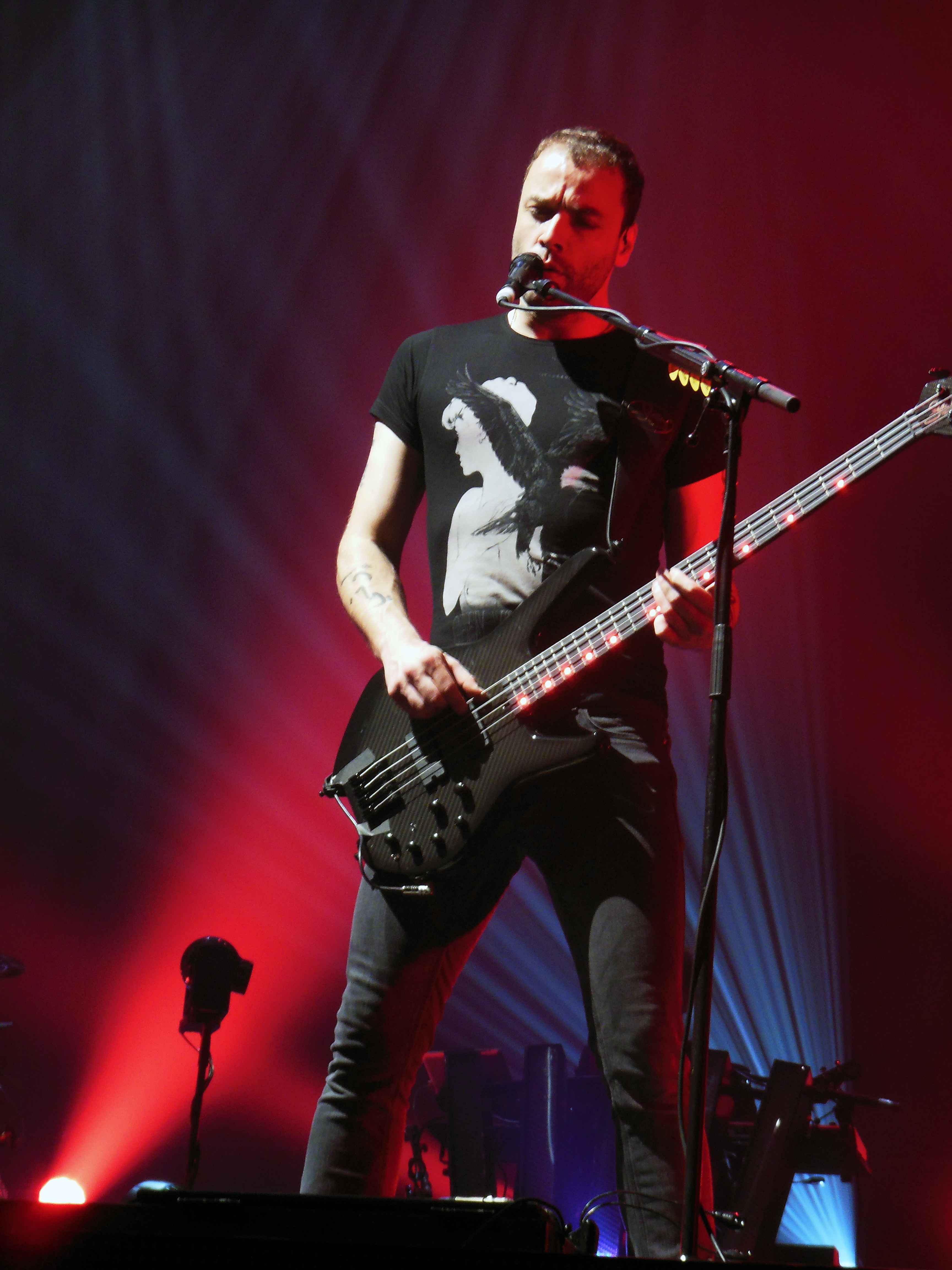
Wolstenholme în 2013